# Дойран
 Тази статия е за историческия град.  За селото в Гърция вижте Дойран (Гърция).  
Дойран или Стар Дойран (варианти Дорян, Догрян, паралелно име Полин, Поленин, Полянин, на македонска литературна норма: Дојран; на гръцки: Δοϊράνη, Дойрани, на турски: Doyran) е бивш град в Македония, разположен на югозападния бряг на Дойранското езеро, разрушен напълно през Първата световна война.
Днес името Дойран носят 3 села: село Стар Дойран (363 жители) в Северна Македония, курорт, център на община Дойран, разположено на мястото на бившия град; село Нов Дойран (1100 жители) в Северна Македония, разположено на 5 km северно от стария град, възникнало след Първата световна война; село Дойран (183 жители) в Гърция, дем Кукуш, разположено на югоизточния бряг на Дойранското езеро на мястото на старата Дойранска гара.

## География
Дойранската котловина е разположена в югоизточния край на Северна Македония и Северна Гърция. Обградена е от планините Беласица от север, Круша от изток и ниските ридове Кара тепе, Дуб и Поския от запад. Най-ниските части на котловината са заети от Дойранското езеро. Между езерото и първите склонове на Беласица е разположена местността Гьолбаш или Главата на езерото (днес в по-голямата си част в Гърция), през която текат реките Коджа Су, Николичка и Поповска. Към котловината водят два прохода – от изток Дуат тепе (между Беласица от север и Круша от юг) и от запад Дервент. Котловината е отворена от юг и в нея преобладава средиземноморският климат с топло и сухо лято и меки зими. Поради този климат в котловината растат всякакви житни и зеленчукови растения и средиземноморските овошки, като смокини. Езерото е богато на риба – червеноперка, сом и други.

## История

### Пеоните и Тавриана
Първите засвидетелствани от античните автори обитатели на района около Дойранското езеро (в античността Празиас или Празиада) са пеоните. Хипократ в V век пр. Хр. пише, че страната около Празиас е гореща и блатиста и страда от много наводнения. Жителите ѝ живеят в къщи от дърво и тръстика, построени в самата вода и използват лодки еднодръвки. Херодот също в V век пр. Хр. казва в Пета книга на своята „История“, че пеоните около езерото Празиас, тогава заемащо почти цялата Дойранска котловина, са многоженци и живеят в къщи върху наколни платформи, до които се стига по един-единствен тесен мост. Дори в XIX век сър Джон Лъбок барон на Ейвбъри споменава, че румелийските рибари, живеещи около езерото Празиас живеят в дървени къщи, построени над водата, подобно на тези от времето на Херодот.
Във II век пр. Хр. на брега на Дойранското езеро вече има град, наречен Тавриана, споменат от Страбон в прочутата му „География“. Градът влиза в границите на Македонската държава, а след падането ѝ е част от Римската империя и по-късно от Византия. Тавриана е разположен в местността Топлец, на северозападния бряг на езерото, където още в началото на XX век са открити много гръцки гробници и надписи.

### Средновековие
След заселването на славяните на Балканския полуостров някъде към IX век Тавриана може би вследствие на епидемия от холера е изоставен и градът се премества няколко километра на юг на мястото на днешния Стар Дойран, като получава ново име Полин – име, което се използва от българското население до унищожението на града. През Средновековието градът е на границата между България и Византия и често влиза ту в едната, ту в другата държава.
В 1332 година градът е завоюван от сръбския крал Стефан Душан, а след разпадането на Душановата държава в 1355 година, Полин влиза в малкото феодално владение на Богдан, чиято столица е крепостта Женско (Гинекокастрон). След разгрома на Вълкашин и Углеша Мърнявчевичи от османските турци в битката при Черномен през 1371 година пътят към Македония е отворен и Полин е завоюван през зимата на 1371/1372 година от османския пълководец Евренос бей.

### Османско владичество
С появата на османските турци се появява и новото име на града Дойран. Във втората половина на XV век Дойран е център на нахия от няколко селски общини. В 1519 година според запазени османски документи в Дойран живеят 232 семейства, от които само 3 са мюсюлмански, останалите 229 християнски. През XVII век османският пътешественик Евлия Челеби пише за Дойран:
| „ | Цялата му рая е от гръцки и български неверници. Мюсюлманите са малко, а мнозинството са християните. | “ |

В османски данъчни регистри на немюсюлманското население от вилаета Малешева от 1621 – 1622 година е отбелязано село Дойран с 333 джизие ханета (домакинства). Войните с Унгария и Хабсбургите от XVI и XVII век допринасят за икономическия просперитет на града, който постепенно се превръща във важен занаятчийски център. С този възход през XVII век постепенно се променя и демографската картина на града след масово заселване на турско население. Така Дойран придобива традиционния си и за по-късния период вид на град от две части – долен град – Вароша, където живее християнското население и горен, където живее турското и циганското мюсюлманско население.
Градът е изграден амфитеатрално в стила на Цариградската и Солунската архитектура и тъй като напомнял на Солун го наричали Малкият Солун. Има калдъръмени улици, водопровод с чиста вода, каптирана от изворите над града и доведена до много градски чешми чрез керамични тръби, градска баня – хамам, който обслужвал всички жители – мъже и жени, християни и мюсюлмани, три църкви и три джамии, няколко училища и часовникова кула.

#### Възраждане и борба за българска църква
Към XVIII век Дойран вече напълно придобива облика на голям търговски център. В турски документи и в рапортите на френските консули в Солун се говори за панаир в Дойран, който привличал търговци от цялата околия. Започва да се развива и търговия с Австрия и други европейски държави. Много дойрански търговци се заселват във Виена, един от които е известният Кирил Николич, дал голям принос за просветата в града чрез изпращане на парични средства за помощ на бедните деца в дойранското училище. В Дойран в края на XVII век е роден големият български зограф и поет Христофор Жефарович. Една султанска заповед от 1751 година сочи Дойран като център на хайдутство.
Стопанският възход на Дойран е още по-забележителен през първата половина на XIX век, когато не само жителите на града се увеличават (над 2000 в средата на века), но и градът става административен и стопански център на Дойранската каза. В Дойран е роден архимандрит Теодосий Синаитски, основал първата българска печатница в Солун в 1838 година.
В XIX век Дойран е главен град на Поленинската епархия и постепенно става един от центровете на българското движение за църковна независимост. В 1848 година Йордан Хаджиконстантинов Джинот се опитва да отвори българско училище в Дойран, но е изгонен от гръцкия владика Антим, който му заявява: „Аз виждам, че си дошъл тук да размиряваш българите. До довечера да се махнеш от града“. В писмо до „Цариградски вестник“ Джинот говори за духовното невежество на дойранските българи:
| „ | ...они са Болгаре юрукопомаци, сос греческа литература са погрузени... Дорян, Кукуш, преку Вардар Воден... | “ |

В 1848 година дойранци построяват с доброволни помощи голямата катедрална църква „Свети Илия“, чийто архитект е Георги Новаков Джонгар от велешкото село Папрадище. С разгорещяването на борбата на българите за самостоятелна църква Цариградската патриаршия назначава в 1848 за владика в Дойран Мелетий, известен противник на българското богослужение и българското образование, наречен от населението Дели Милети (Лудия Милети) заради развратното си поведение. Но българската партия в града, начело с видните граждани Киро Ристенин, Коста Ичков, Хаджи Дине, Христо Бръзицов, Костадин Кьосев и Дине Ампов, успява да спечели в някои празнични дни в катедралния храм да се чете на български. Около 1850 година учител в Дойран е охридчанинът Андроник Йосифчев, който преподава само на гръцки, но и разпространява идеята за българската просвета.
В 1856 година няколко дойрански чорбаджии условят за учител в Дойран светогорския монах Арсений от Галичник, който за пръв път освен на гръцки започва да преподава два дни в седмицата и на български език. С това училище започва и възраждането на българщината в Дойран. След две години Арсений е уволнен от гръцкия владика. Градът на няколко пъти е посещаван от Димитър Миладинов, по това време учител в Кукуш, във връзка с неговата идея за отваряне на българска гимназия в Кукуш. И под негово ръководство на 8 юни 1858 година 29 български първенци от казите Дойран, Кукуш и Карадаг се обръщат с прошение към руския император, като молят да се разреши събирането на помощи в Русия за откриването на българска гимназия в Кукуш и за обзавеждането на български църкви.
След дълга борба с владиката Мелетий и след като населението в епархията, водено от будните кукушани, заплашва с уния, през 1859 година Мелетий е отзован и на 29 октомври Партений Зографски е ръкоположен за Поленински епископ. Унията все пак се осъществява през 1860 година и макар в Дойран тя да не успява да спечели поддръжници, малка част от населението в епархията ѝ остава вярна дори и след като през юни 1861 водачите на униатското движение – Йосиф Соколски и Драган Цанков се отказват от нея. Партений Зографски отваря в Дойран отделно българско училище, в което преподава по Ланкастърската метода Киро Ристенин.
В 1863 година австрийският консул Йохан Георг фон Хан в „Пътуване в районите на Дрин и Вардар, предприето в 1863 година“ пише за Дойран:
| „ | Дойран е седалище на полянинския архиепископ, който зависи от архиепископа на Солун. Има 600 мохамедански, 450 българско-християнски, 15 влашко-християнски, 25 еврейски и 25 цигански къщи. | “ |

„Положението на мѣстото е прѣкрасно, особенно като се гледа откъмъ езерото. Една часть отъ градеца е построенъ по снишающата се постепенно височина, а другата покрай езерото. Минаретата и черковнитѣ кули показватъ, че населението е смѣсено. Този градецъ има 1000 кѫщи, отъ които 600 сѫ турски, 400 български и нѣколко цигански.
Гръцката партия има доста още влияние и то чрѣзъ владиката. При едно помѣщение на черквата владиката ме чакаше на вратата и ме покани да го посѣтя. Той ме задържа додѣто дойде лѣкаря, който бѣ българинъ и който бѣ водитель на гръцката партия. И двамата ми запѣха хвалби за гръцката партия и на тѣхнитѣ успѣхи въ Македония. Тѣ се оплакваха много отъ Европа, която е виновна, за дѣто Турция не е още гръцка. Лѣкарьтъ мислѣше, че Европа е задължена много на Гърция, за дѣто Темистокалъ и Леонидъ сѫ възпрѣпятствували па персийското нахлувание. Гърция трѣбвало да бѫде най-силната държава около Срѣдиземно море, понеже Турция, Мала Азия и долня Италия (Велика Гърция) иматъ гръцко население. Оставихъ ги да си говорятъ свободно и се зарадвахъ, когато се освободихъ отъ тѣзи фанатици.
Да се слушатъ подобни взглядове тукъ не е нѣщо необикновенно. Всичко това е слѣдствие отъ училището, въ което се изучава миналото на Гърция, запознаватъ най-добрѣ съ своята история и указватъ на своитѣ велики хора съ гордость, „безъ които Европа щѣла да висне още въ варваризмъ“, а пъкъ срѣднята история и новата, както и реалнитѣ прѣдмети изучаватъ или никакъ или съвсѣмъ повърхносно. Намѣсто да напрѣдватъ съ търпѣние и старание, тѣ прѣдъвковать миналото. Такива сѫ героитѣ на Стара Гърция, тѣ сѫ станали нещастие за модерната гръцка нация.
Гръцкото училище има двама учители и една учителка по рѫкодѣлие. Отъ посѣщението, което направихъ, се увѣрихъ колко сѫ жалки тѣхнитѣ успѣхи, а особенно пъкъ изъ славянскитѣ села, дѣто първитѣ четире години се употрѣбяватъ, за да почнатъ дѣцата едва да разбиратъ, а слѣдъ това давать имъ нови книги и започватъ пакъ отначало, за да разбератъ изкусния езикъ. Много пѫти се увѣрявахъ, че всичкитѣ учители не разбиратъ нѣкои думи и конструкции. Ако мѫчнотиитѣ да схванатъ думитѣ и смисълътъ на книжовния езикъ сѫ голѣми въ Гърция за дѣцата, то сѫщитѣ тѣзи мъчнотии въ славянска Македония сѫ почти непрѣодоляеми.
Посѣтихъ и българското училище, което има трима учители. Тукъ вѣе съвсѣмъ другъ духъ. Вървятъ полегка, но съзнателно, не работятъ строго педагогически, но затова пъкъ учителитѣ работятъ съ устойчивость върху своята задача и получаватъ хубави резултати. Помещението за ученицитѣ, числото на които постоянно се увеличава, е тѣсно. Българинътъ дохажда полегка въ съзнание къмъ коя страна принадлѣжи той.“
След като опасността от разрастване на униатството отшумява, през 1868 година Патриаршията отзовава Партений Зографски и отново връща в Дойран Мелетий, който веднага издейства от турските власти арестуването на Киро Ристенин и се опитва да затвори българското училище. Ристенин е заместен от помощника си Христо Телятинов, а българските първенци пращат писмо до Цариградското българско читалище, в което молят да им бъде изпратен учител. От Цариград изпращат младия Стоян Михайловски, който заедно с помощника си Телятинов между 1872 и 1873 урежда образцово българско училище и читалище в Дойран. В 1872 след основаването на Българската екзархия в града е основана и самостоятелна българска църковна община с председател хаджи Дине Хаджидимитров и видни членове Киро Ристенин, Коста Ичков, Христо Бръзицов, Коста Ахтаров, Хаджи Киро, Костадин Кьосев и други. В 1873 година обаче Михайловски е арестуван от османските власти и българското училище е затворено.
Александър Синве („Les Grecs de l’Empire Ottoman. Etude Statistique et Ethnographique“) в 1878 година пише, че в Дойран живеят 3600 гърци, а цялата Поленинска епархия е населена с православни българи. Според „Етнография на вилаетите Адрианопол, Монастир и Салоника“, издадена в Константинопол в 1878 година и отразяваща статистиката на населението от 1873 година в Дорян (Dorian) има 815 домакинства с 1012 мюсюлмани и 1524 българи.
Според решенията на Берлинския конгрес през 1878 година Дойран с цяла Македония остава в рамките на Османската империя.
В гръцкото училище в Дойран преподава Христо Мачуковски на гръцки и на български до 1878 година. Българско училище е отворено от Екзархията отново през 1880 година. След основаването на Екзархията наследилите Мелетий патриаршески владици Теоклит (1882 – 1886), Герасим (1886 – 1888) и Йоаким не позволяват на българите да ползват черквите в града и българите започват на всеки празник да ходят да се черкуват в съседното село Владая (днес Акритас, Гърция).
В 1888 след като владиката Йоаким забранява честването на „Свети Кирил и Методий“ с аргумента, че празникът е политически, българската община построява отделна църква до езерото, която им служи до 1908 година. В града се учредява и българско девическо училище, а мъжкото прераства в прогимназия.

#### Революционни борби
В 1894 година учителят Антон Костов получава писмо от своя съученик от Солунската българска гимназия Гоце Делчев за основаване на комитет на Вътрешната македоно-одринска революционна организация в града. На Великден 1895 година лично Гоце Делчев основава революционния комитет в Дойран. След като Антон Костов е преместен за учител в Гевгели, начело на комитета застават председателят Янаки Илиев, Никола Минцев и Никола Хаджиташев. Четите на ВМОРО за кратко време очистват района на Дойран от вилнеещите турски разбойнически шайки и обуздават произвола на турските власти. Дойран влиза в Първи Солунски революционен окръг и дава много четници на революционната организация. Убиецът на румънския журналист от куцовлашки произход Стефан Михайляну – събитие за кратко изправило в началото на XX век България и Румъния на прага на войната – е дойранецът Кольо Прочков. В Дойранско революционната организация води борба и срещу гръцката и сръбска пропаганда. В Дойран е убит видният гъркоман Дели Григор, а в село Патарос сърбоманският поп Янко.
Удар върху Дойранския комитет на ВМОРО нанасят Валандовската афера от 1899 и особено Солунската афера от 1901, след която са заточени Антон Костов, Никола Минцев, Никола Текелиев и Никола Хаджиташев. Ръководството на Дойранския комитет е поето от Георги Кулишев и Тенчо Тенчев.
След Солунските атентати са арестувани много първенци и учители в Дойран и казата. На 21 април – учителите Никола х. Тачев, Янаки Илиев и Христо Митов. На 2 май е арестуван председателят на българската църковна община йеромонах Аверкий и под строг конвой е изпратен в родния му град Тетово, където е арестуван. Арестите и преследванията продължават, а училищата, останали без учители, са затворени.
В 1900 година според Васил Кънчов в Дойран живеят 4000 българи християни, 2300 турци, 160 евреи и 320 цигани.
Поради преобладаващото турско население в града Дойран не взима активно участие в Илинденското въстание. След въстанието ВМОРО освен срещу османската власт започва борба и с нахлуващите в Дойранско гръцки андартски чети, които намират опора в отчасти гъркоманските села Валандово и Богданци.
По данни на секретаря на екзархията Димитър Мишев в 1905 година в Дойран живеят 2072 българи екзархисти, 1040 патриаршисти гъркомани и 160 патриаршисти сърбомани. В 1906 година Хенри Брайлсфорд също отбелязва в „Македония, нейните народи и тяхното бъдеще“, че
| „ | половината град е „гръцки“ като политика, макар и никога да не се е говорила и дума гръцки в него. | “ |

Според Кирил Хаджидинев около 1910 – 1912 година Дойран има 1600 – 1650 къщи, половината от които турски, 500 български православни, 150 гъркомански, 20 сърбомански, 60 цигански, 40 – 50 еврейски и 10 български протестантски. Градът има население от около 7500 – 8000 души, от които 3000 българи, 700 гъркомани, 50 – 60 сърбомани, 200 цигани, 100 евреи и останалите турци. Сходни числа дава и Георги Трайчев в „Дойран и неговото езеро“:
| „ | Дойранъ до балканската война броеше 1400 кѫщи, отъ които: 700 турски, 570 български, 130 гъркомански, 15 сърбомански, 5 протестантски и 40 еврейски. Населението възлизаше до 7000 д., отъ които: 3000 турци и евреи, а 4000 българи.“ | “ |

В 1901 година българите в Дойран построяват ново прогимназиално училище, наречено „Екзарх Йосиф I“, а през 1911 година печелят от гъркоманите и катедралната църква на града „Свети Илия“. Патриаршистите си построяват нова църква „Свети Георги“ от другата страна на рекичката на запад от „Свети Илия“, която е известна като Гръцката църква.
През август 1912 година, вторник преди байрам членът на ВМОРО Борис Демирджиев извършва бомбен атентат на пазара в Дойран, при който са убити между 35 и 50 души.

### Дойран през Балканските войни
Дойран е освободен след 541 години османска власт през октомври 1912 година от части на Седма рилска дивизия, като местната чета на ВМОРО, начело с подпоручик Никола Лефтеров действа в тила на османските войски. В града е въведено българско управление с избрани от народа представители, а околията е включена административно към Кукушки окръг. В града се установява българска военно-административна управа, като начело на Дойранска околия е назначен Ив. Тонков. При избухването на Балканската война 56 души от Дойран са доброволци в Македоно-одринското опълчение.
Началникът на организирания от сръбските власти в Централна Македония Тиквешки окръг Душан Николич пише на 15 януари 1913:
| „ | Българите в Дойран имат местен отряд, полицейска власт, окръжен съд, поща и телеграф и около 160 войника, 40 – 50 четници (местни членове на ВМОРО) и 5 офицери... В самия Дойран има около 450 турски домакинства, 320 български, 240 гръцки и 12 сръбски... Ако искаме в този район да формираме наша власт, това може да стане единствено със сила... | “ |

Градът се радва кратко на свободата си. През Междусюзническата война две гръцки дивизии настъпват пред Дойранските възвишения към позициите на трета бригада от Трета пехотна балканска дивизия, командвана от полковник Константин Каварналиев. Планът на гръцкото командване е чрез пробив край Дойран да си осигури бърз и безпрепятствен преход към Струмица, а оттам през Дупница към София. С цената на живота на полковник Каварналиев и половината от личния състав на двата полка от балканската дивизия в Битката за Дойран, гърците са спрени, но българските части са принудени да се изтеглят. По време на Междусъюзническата война в Дойран са погребани 279 български военнослужещи. На 5 юли гръцките войски влизат в Дойран и извършват страшно клане. Кореспондентите на френския вестник „Мир“ на 18 юли 1913 пишат:
| „ | В Дойран разлагащите се трупове издаваха такава смрад и воня, че не можехме да спрем повече от няколко минути. | “ |

Според Букурещкия договор градът остава в Сърбия, а гарата му в Гърция (днешното гръцко село Дойран).
След Междусъюзническата война Дойран започва бързо да запада, вследствие на загубата на икономическия си хинтерланд и масова емиграция. Градът попада в сръбски ръце – четвърта страна, несвързана с нито една от трите основни партии – българската, гръцката и турската и всички етнически и религиозни групи от населението масово го напускат – по-голямата част от турците към Турция, значителна част от българите към България, предимно в Струмица, а гъркоманите, начело с последния дойрански патриаршески епископ Фотий (1904 – 1913) (държан до края на войната в арест от българските власти) се изселват от града в съседните южни села, останали в Гърция както и в Кукуш и Солун. Към края на 1913 година в Дойран остават около 4000 жители.
След установяването на сръбската власт ВМОРО възобновява дейността си в Дойранско и изгражда в града разузнавателен пункт, начело с Аргир Манасиев. Сръбските власти започват терор над българското население и принуждават голяма част от българската интелигенция да напусне града. Учителите дойранци Тома Захов и Никола Янишлиев, например, са прогонени в България, защото отказват да подпишат декларация, че са сърби.

### Дойранска епопея
След намесата на България в Първата световна война Дойран е отново освободен, този път от сръбска власт, на 19 ноември 1915 година от Втора пехотна тракийска дивизия, като българските части са посрещнати с неописуем ентусиазъм, цветя и викове „ура“. Според Димитър Гаджанов през април 1916 година в Дойран живеят 748 турци и 2452 българи. След спирането на българското настъпление на сръбско-гръцката граница от страна на германското командване, Дойран се оказва на самата фронтова линия и през пролетта на 1916 година населението на града е евакуирано в Струмица и Валандово. Църквата е изцяло унищожена, а материалите от нея са използвани за военните окопи.
В следващите 3 военни кампании – през 1916, 1917 и 1918 г., съглашенските войски правят 5 опита да пробият българската отбрана при Дойран, като и 5-те завършват с неуспех на Антантата и огромни жертви. Особено тежка и кръвопролитна е последната Дойранска битка през септември 1918 година, когато българската Девета пехотна плевенска дивизия, под командването на генерал Владимир Вазов, отблъсква настъплението на четири английски и две гръцки дивизии.
В жестоките боеве през Първата световна война целият град Дойран е почти напълно разрушен от съглашенската артилерия и по-голямата част от населението му се изселва в България. В София бежанците от Дойран основават квартал „Света Троица“, част от район „Илинден“.
По Ньойския мирен договор 1919 година Дойран остава в Кралството на сърби, хървати и словенци.

### Възстановяване и съпротива срещу сръбската власт
След разрушаването на града около 80 – 90 рибарски семейства в 1919 – 1920 създават ново селище на 5 километра на север в местността Топлец, в близост до основите на стария Тавриана и го наричат Нов Дойран. Сръбската власт се опитва да колонизира района и създава с 29 сръбски семейства селото Сретеново. Постепенно хората започват да се завръщат и в стария град Дойран и по традиционни причини административният център е разположен в него, положение запазено и до днес. Така започва паралелното съществуване на двете силно свързани и като традиция, и като име, и като икономика населени места – вече селата Стар и Нов Дойран.
Дойранчани участват активно в съпротивата на ВМРО срещу новите сръбски окупатори. През 1919 година девет души от Дойран се подписват под Манифеста на македонските студенти до Великите сили за оставяне на Македония в границите на България. Дойранчанецът Илия Бугарчев е сред основателите на Студентското дружество „Вардар“. Дойранчаните Димитър Гюзелов и Йордан Сапунджиев са основатели и основни фигури в ММТРО и са осъдени на Скопския студентски процес през 1927 година, а лидерът на ММТРО в Дойран Никола Чакъров и членът на организацията Борис Ангюшев са убити.
В Дойранско действат четите на войводите Йосиф Киров и Христо Андонов. На 17 юни 1929 година четата на Йосиф Киров е открита близо до връх Висока чука над Дойранското езеро. Деветимата четници на ВМРО оказват няколко часа съпротива на сръбската жандармерия и при пробиването на блокадата загиват войводата Йосиф Киров заедно с още двама четници. Сръбските потери дават 13 убити, в това число и командирът им капитан Желкович.
През април 1941 година Дойран е освободен за трети път и влиза в България като околийски център до есента на 1944 година. По време на българското управление във Вардарска Македония в годините на Втората световна война, Иван Н. Поповски от Дебър е български кмет на Дойран от 1 септември 1941 година до 13 май 1942 година. След това кмет е Никола П. Николов от Скопие (13 май 1942 – 9 септември 1944). След това градът влиза в рамките на нова комунистическа Югославия.

## Стар Дойран
От северномакедонската страна на Дойранското езеро има 4 почти свързани селища: от север на юг – Николич, Нов Дойран, Стар Дойран и Сретеново, в които живеят над 4000 жители. Стар Дойран, разположен на мястото на историческия град, е курортно село, център на община Дойран с 363 жители.
| Националност     | Всичко |
| северномакедонци | 255    |
| албанци          | 6      |
| турци            | 57     |
| роми             | 9      |
| власи            | 1      |
| сърби            | 32     |
| бошняци          | 0      |
| други            | 3      |

Основният поминък в района продължава да е рибарството, като освен риболова с мрежи дойранци практикуват и стария изключително атрактивен начин за ловене на риба с помощта на корморани. От средата на 50-те години на XX век населението в селищата по крайбрежието на езерото започва да се занимава и с туризъм, който силно се развива през 80-те години на XX век.
От началото на 90-те години на XX век районът навлиза в период на икономически упадък, свързан и с катастрофалното свиване на езерото и надвисналата над него екологична катастрофа. От началото на XXI век екологичното равновесие в екорегиона се стабилизира и езерото вече е с ниво почти равно на това отпреди 1988, което води и до увеличаване на заетостта през туристическия сезон.

### Забележителности
- Развалините на изградената от дойранци в 1848 катедрална църква „Свети Илия“, надвиснали над пътя покрай езерото, дълги години напомнят за разрушаването на града. В 2003 година Северна Македония започва проект за възстановяване на дойранската катедрала.[41]
- Старата сравнително запазена турска часовникова кула.
- Развалини от големия хамам и от турска чешма.
- Природонаучен музей с екземпляри от дойранската флора и фауна.
- Дойранският манастир „Свети Партений Зографски“, състоящ се от манастира „Света Мария Магдалена“, в който има храм посветен на руските светители новомъченици – царското семейство на цар Николай II Романов и малък храм „Свети Максим Изповедник и Свети Григорий Палама“.
- Развалините на Тавриана в местността Тополец край Нов Дойран.
- В Дойран се провеждат фестивалите „Дойрански ръкувания“ и „Полински нощи и зори“.

## Етимология на имената
- Тавриана произлиза от старогръцкото ταύρος (таурос), бик, което възхожда към индоевропейското *teur – от корена *teu – дебел, силен.[42]
- Поленин/Полин има две алтернативни етимологии – българска, от поле, т.е. полски град, и гръцка, от πόλις, град.[43]
- Дойран произлиза от турската дума далян, която означава място, богато на риба.

## Легенди за името на града
- В пътеписа на Евлия Челеби е запазена следната легенда за завоюването на града:

Войската на Евренос бей дошла от изток между планините Беласица и Круша. Било зима и езерото било замръзнало и покрито с дебела снежна покривка. Изглеждало като голямо равно поле. По нареждане на Евренос бей войската минала напряко през полето и стигнала до град Полин. Гражданите видели турците и се зачудили откъде са дошли. Евренос обяснил, че са дошли през полето и посочил езерото, а гражданите на Полин му казали, че това не е поле, а замръзнало езеро, изглеждащо като поле. Беят разбрал, че с войската си е имал страшен късмет и наредил богато угощение за войниците. Яли и пили три дни и три нощи. И когато беят питал войската дали са доволни, те му отговаряли „Доюрдум“ (наядох се) или „Доюрмак“ (наяждане) или „Доюран“ (наяден). От тези думи произлязло и името Дойран.
- Друга легенда е свързана с момата Дойрана и хубавия Лабин:

В града имало една хубава мома, която се казвала Дойрана. Тя била влюбена в овчарчето Лабин. Една неделя в града се виело хоро, на което били хванати всички моми и ергени. Там била и Дойрана с Лабин. Изведнъж се появил харамбашията Джемо, който като видял хубавата Дойрана я грабнал, а Лабин тежко ранил със сабята си. Но Дойрана скочила от коня и изтърчала към Лабин. Макар и ранен тя успяла да го довлече до езерото, и за да не попаднат в ръцете на Джемо двамата се удавили във водите му. Оттогава името на езерото станало Дойранско, а на града Дойран.
По тази легенда известният македонски композитор Трайко Прокопиев е написал балета „Лабин и Дойрана“, игран за пръв път в сезона 1957/58 година.
- Третата легенда също е свързана с Дойрана:

В град Полин имало една много хубава девойка, която се казвала Дойрана – висока, черноока, с кръшна снага. Дойрана със своите другарки всяка вечер отивала на чешмата, разположена в голямата равнина на изток от града. Една вечер когато Дойрана отишла за вода с другарките си на чешмата дошъл и нейната изгора, хубавият Лабин. Докато Дойрана и Лабин си говорили, другарките на Дойрана напълнили менчетата и гюмовете със студена вода и си тръгнали за дома. Дойрана и Лабин останали сами дълго време. Когато Дойрана видяла, че другарките ѝ са си заминали и са я оставили сама, се ядосала много и набързо напълнила с вода своите менци и побързала да ги настигне, защото вече се било стъмнило и я било страх да си ходи сама. В бързането да настигне другарките си забравила чешмата отворена. Цяла нощ от чешмата текла вода и на другия ден полянци видели, че цялата долина е пълна с вода и вместо хубава поляна има езеро. Когато полянци разбрали, че Дойрана е забравила чешмата да тече цяла нощ, и че тя е виновникът за появата на езерото, го кръстили на нейното име Дойранско езеро, а града нарекли Дойран.

## Други
На Дойран е наречена улица в кварталите „Белите брези“ и „Красно село“ в София (Карта).

## Побратимени градове
- Троян, България[44]

## Основни източници
- Янишлиевъ, Борисъ Д. „Гр. Дойранъ (Полянинъ, Пулинъ) и живота ни тамъ при турското владичество до 1912 година“, (Спомени), София, март 1934.
- Трайчевъ, Георги. „Дойранъ и неговото езеро“, Македонска библиотека №2, София, 1923.
- Хаджидинев, Кирил. „Дойран. Разцветът и гибелта на един град“, С. 1960.
- Попхристов, Г. „По-забележителни особености на кукушкия-дойранския говор“. – „Македонски преглед“, № 1 – 2, 1936.

## Неизползвана литература
- Αγγελόπουλος, Αθανάσιος, „Ο Ελληνισμός της Δοϊράνης (1907 – 1928)“, 1980 (Ангелопулос, Атанасиос. Дойранският елинизъм (1907 – 1928)
- Αγγελόπουλος, Αθανάσιος, „Ο ελληνισμός Δοϊράνης και ο επίσκοπος Πολυανής Φώτιος Παγιώτας“, Ανάτυπο, Θεσσαλονίκη, „Α.Π.Θ.“, 1980 (Ангелопулос, Атанасиос. „Дойранският елинизъм и поленинският епископ Фотий Пайотис“)
- Теменугов, Мито. Дојран Дојранско во минатото и денес, Скопје, 1972.